# Hygrohypnum smithii
Hygrohypnum smithii (deutsche Namen: Arktisches Wasserschlafmoos, Smiths Wasserschlafmoos) ist eine Laubmoos-Art aus der Familie Amblystegiaceae.

## Merkmale
Hygrohypnum smithii ist an Wasserstandorte gebunden und bildet dunkelgrüne bis schwärzliche Polsterrasen. Die mäßig kräftigen und ziemlich steifen Pflanzen sind büschelig verzweigt. Die Blätter sind nur etwa 1 Millimeter groß und nahezu kreisförmig bis breit oval mit sehr kurzer, breiter und stumpfer Spitze, flachen oder am Grund leicht umgebogenen Blatträndern und einer kräftigen, einfachen oder seltener gegabelten, bis zur Blattmitte oder drei Viertel der Blattlänge reichenden Rippe. Die Zellen der Blattmitte sind rhombisch bis linear und geschlängelt, in der Blattspitze und am Blattgrund verkürzt; ebenso weisen die Blattränder einen leicht angedeuteten Saum aus kürzeren Zellen auf. Blattflügelzellen sind kaum differenziert.
Die Art fruchtet nur selten. Die Seta ist bis 12 Millimeter lang, die Kapsel eilänglich und wenig geneigt, der Deckel kegelig mit stumpfer Warze. Die fein papillösen Sporen messen 14 bis 20 Mikrometer.

## Standortansprüche und Verbreitung
Hygrohypnum smithii wächst an Wasserfällen und in Bächen mit klarem, kühlem, nährstoffarmem, kalkarmem, aber sauerstoffreichem Wasser auf überrieselten, kalkfreien Felsen. 
Vorkommen gibt es in den Gebirgslagen West-, Zentral- und Osteuropas, in den Pyrenäen und in Nordeuropa, weiters im Kaukasus, in Westsibirien, in Nordamerika und auf Grönland.
Die Art ist in Deutschland und der Schweiz selten bis extrem selten und gefährdet.

## Systematik
Die systematische Einordnung der Art erscheint umstritten; neuerdings wird sie in die Gattung Ochyraea als Ochyraea smithii (Sw.) Ignatov & Ignatova gestellt. Die Zuordnung der Gattung Ochyraea wiederum erfolgt teils zur Familie Amblystegiaceae, teils zur Familie Hypnaceae.